# 七尘斋
七尘斋，又名金山七尘斋事业部，是金山軟件遊戲業務的一個事業部，原為烈火工作室的《封神榜》项目組，2009年獨立成為遊戲工作室「彩虹工作室」，後改名為「七尘斋工作室」，在2011年金山軟件遊戲工作室整合中，升格為事業部。主要作品為封神榜系列。

## 歷史
2009年3月，金山在北京市成立第七個遊戲工作室「彩虹工作室」，金山以烈火工作室內部管理混亂和運營不佳為由，從烈火工作室拆分出新工作室，彩虹工作室原為烈火工作室的《封神榜》项目組，後來更名為「七塵齋工作室」，七塵齋的的名字「七」指舊名的「彩虹」，「塵」代表謙遜，「齋」取義「學社」，代表團隊是不斷學習成長的學堂。七塵齋工作室的負責人為孙晖。
2010年吴裔敏任金山遊戲的首席执行官，開始撤銷金山旗下遊戲工作室，未來只保留七塵齋，烈火工作室在4月首先被撤銷。解散的烈火工作室只有部分成員併入七塵齋，其餘離職，而原烈火工作室負責的《封神榜2》的運營工作也轉交七塵齋工作室。11月，同在北京的另一個金山遊戲工作室砺剑工作室解散，成員分配到上水轩和七塵齋。2011年2月，七塵齋從工作室升級為事業部，獲得了更大自主權，並組建自己的運營團隊和市場團隊。重合後的七塵齋事業部主要產品為封神榜系列網絡遊戲，主要的開發项目為《封神榜3》。2012年6月《封神榜3》進行公測，這也是七塵齋最後一款客戶端網遊。
2012年七塵齋的研發重心開始轉向行動平台，定下「巩固拓展端游产品、布局移动互联网」的發展策略，11月推出首款手機遊戲《兔小強》。2013年封神榜系列也推出手機版《封神争霸》。

## 開發遊戲
客戶端網絡遊戲
- 《三太子》
- 《万仙阵》
- 《封神榜国际版》
- 《封神榜》
- 《封神榜2》
- 《封神榜3》

手機遊戲
- 《兔小强》
- 《水果篮子》
- 《元素方阵》
- 《幻兔迷城》
- 《一枪弄死它》
- 《滚吧！水果》
- 《封神争霸》